# Vuk Branković

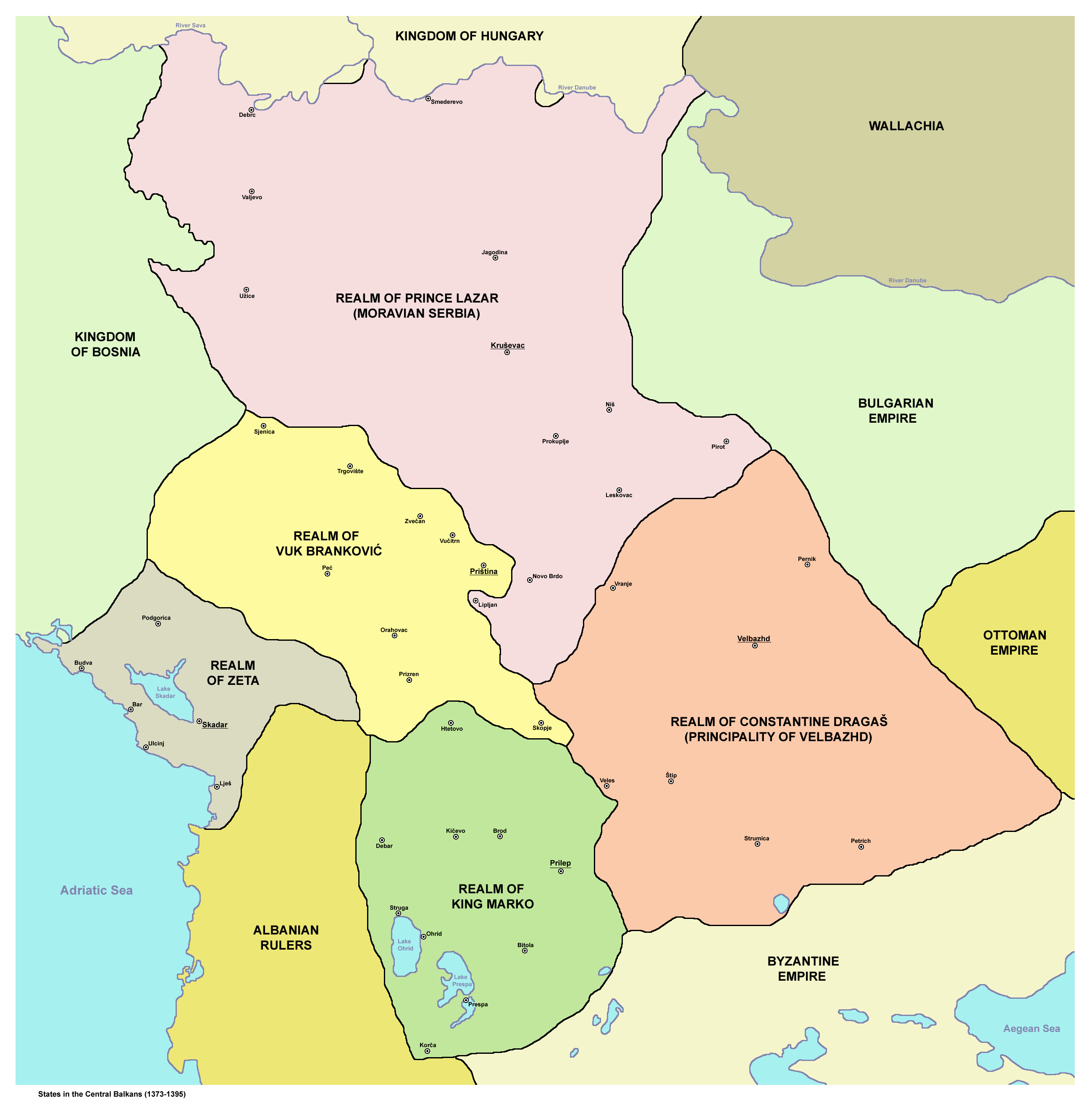
Vuk Brankovićs furstendöme inom det serbiska riket.

Vuk Branković (serb. Вук Бранковић, död 6 oktober 1397) var en serbisk adelsman och knez (furste) över Raška-Kosovo. Branković regerade över sin huvudstad Pristina liksom andra betydelsefulla städer som Sjenica, Peja, Prizren och Skopje. Hans far var Branko Mladenović och regerade i Ohrid, och han var måg till den siste storserbiske kungen Lazar Hrebeljanović.
I serbisk historia anses Vuk Branković ofta vara en förrädare på grund av hans uppförande under slaget vid Kosovo Polje 1389, något som inte modern historia kan bevisa.
Vuk Branković efterträddes av sin son Đurađ som han fick med sin fru Mara, dotter till Lazar Hrebeljanović och hans fru Milica.